# Њубург (Њујорк)
Њубург (енгл. Newburgh) град је у америчкој савезној држави Њујорк. По попису становништва из 2010. у њему је живело 28.866 становника.

## Демографија
Према попису становништва из 2010. у граду је живело 28.866 становника, што је 607 (2,1%) становника више него 2000. године.
| Група             | 2000.          | 2010.          |
| Белци             | 7.969 (28,2%)  | 5.880 (20,4%)  |
| Афроамериканци    | 9.314 (33,0%)  | 8.706 (30,2%)  |
| Азијати           | 215 (0,8%)     | 282 (1,0%)     |
| Хиспаноамериканци | 10.257 (36,3%) | 13.814 (47,9%) |
| Укупно            | 28.259         | 28.866         |